# Jaume Domènech (músic)
Jaume Domènech fou mestre de capella i compositor, actiu per Catalunya durant els segles XVIII i XIX. Al 1796 era vicemestre de la catedral de Vic i aquell mateix any es va presentar a les oposicions de Mestre de Capella. Al 1812 era Mestre de Capella de Berga.

## Obres
- Regina Coeli
- Cantate Dominum canticum novum
- Empiece el certamen
- Qui habitat
- Viva el rey sagrado
- Fratres
- Cum invocarem
- Benedictus
- Lauda Sion